# Dearest
Dearest – dwudziesty czwarty singel Ayumi Hamasaki, wydany 27 września 2001. Utwór tytułowy znajduje się również na albumie Best of InuYasha Soundtrack, został użyty jako trzeci ending do anime InuYasha. W pierwszym tygodniu sprzedano 363 730 kopii, natomiast 750 420 kopii całościowo. 

## Lista utworów
| Nr  | Tytuł                                        | Muzyka        | Aranżacja    | Czas |
| --- | -------------------------------------------- | ------------- | ------------ | ---- |
| 1.  | "Dearest (Original Mix)"                     | CREA, D・A・I | Naoto Suzuki | 5:34 |
| 2.  | "Dearest (Depth Nostalgic windmix)"          | CREA, D・A・I |              | 6:02 |
| 3.  | "NEVER EVER (Jonathan Peters Radio Mix)"     | CREA          |              | 3:36 |
| 4.  | "Dearest (Energized MIX)"                    | CREA, D・A・I |              | 8:29 |
| 5.  | "Dearest (Huge '20011002' mix)"              | CREA, D・A・I |              | 5:46 |
| 6.  | "Endless sorrow (Hex Hector Main Radio Mix)" | CREA          |              | 3:43 |
| 7.  | "Dearest (Laugh & Peace Mix)"                | CREA, D・A・I |              | 5:10 |
| 8.  | "Dearest (Fresh energy Mix)"                 | CREA, D・A・I |              | 6:04 |
| 9.  | "M (Johnny Vicious RADIO VOX)"               | CREA          |              | 3:53 |
| 10. | "Dearest (Original Mix -Instrumental-)"      | CREA, D・A・I |              | 5:36 |
| 11. | "Dearest (Acoustic Piano Version)"           | CREA, D・A・I |              | 5:28 |